# Mitt hjärta i världen

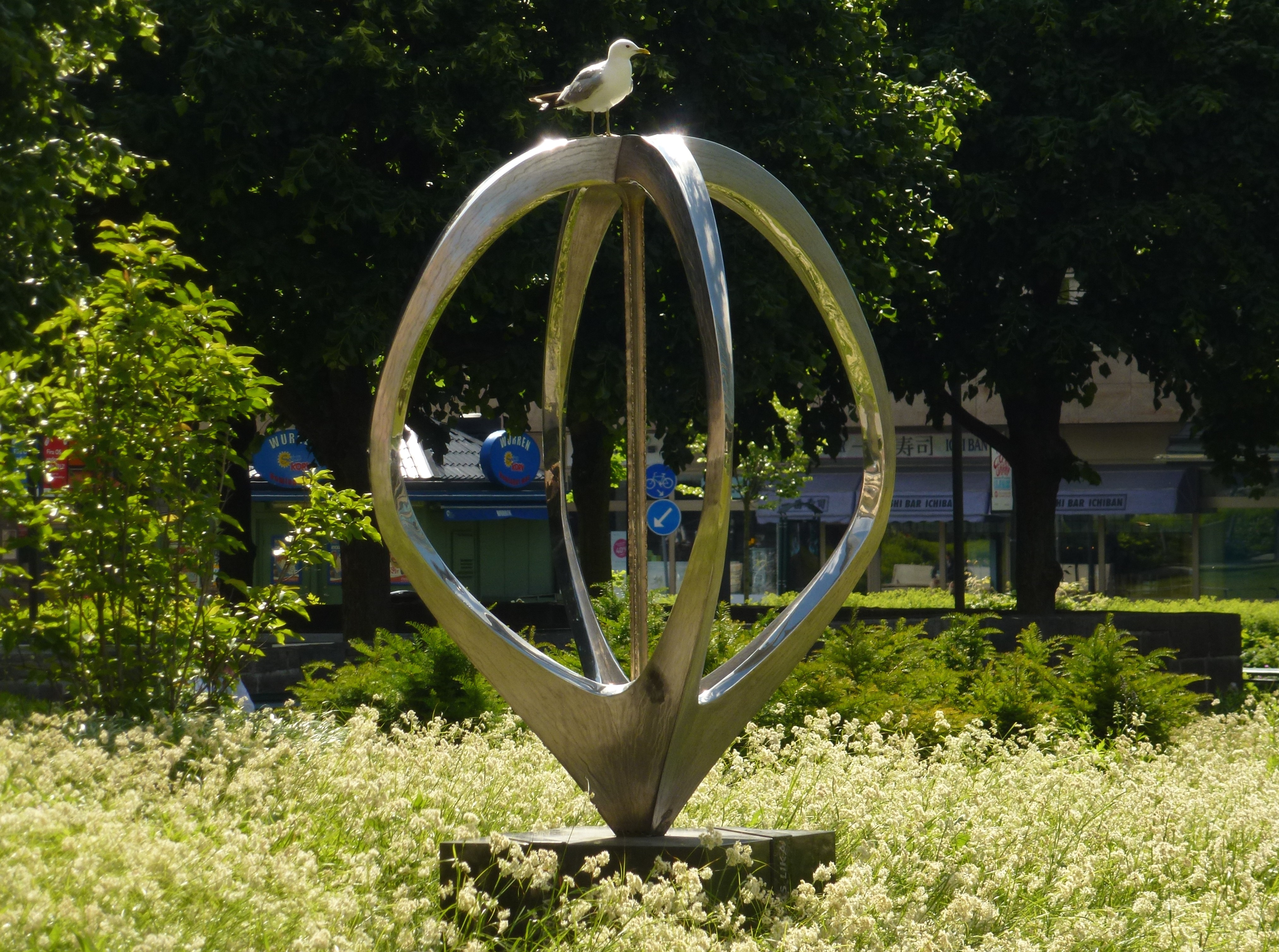
Mitt hjärta i världen i juni 2012.

Mitt hjärta i världen är en skulptur på Norra Bantorget på Norrmalm i Stockholms innerstad. Den blankpolerade skulpturen av rostfritt stål till minnet av Olof Palme restes 1989 och är utförd av skulptören Nils Dahlgren.
Efter mordet på Palme 1986 döptes den västra delen av Tunnelgatan om till Olof Palmes gata och en allé planerades längs gatan ned mot den öppna platsen vid Norra Bantorget där ett minnesmärke i form av en roterande jordglob utförd av skulptören Olle Adrin skulle resas mitt emot LO-borgen. I stället kom Nils Dahlbergs minnesmärke över Palme att utföras. Verket är placerat i västra delen av Norra Bantorget, något längre bort från LO-borgen.
Mitt hjärta i världen är gestaltat som ett stort genombrutet hjärta och symboliserar öppenhet, internationalism, fred och frihet. Skulpturen var en gåva från svenska folkrörelser och intresseorganisationer.[källa behövs] Nils Dahlgren har blankpolerat plana, konvexa och konkava ytor av rostfritt stål för att framkalla speglingar från omgivningen. Postamentet är av polerad diabas och på dess sidor står inskriptionerna: "Alla folks frihet", "Hela världens fred", "Allas lika värde" och "Allas lika rätt". 